# Мода 1890-х годов

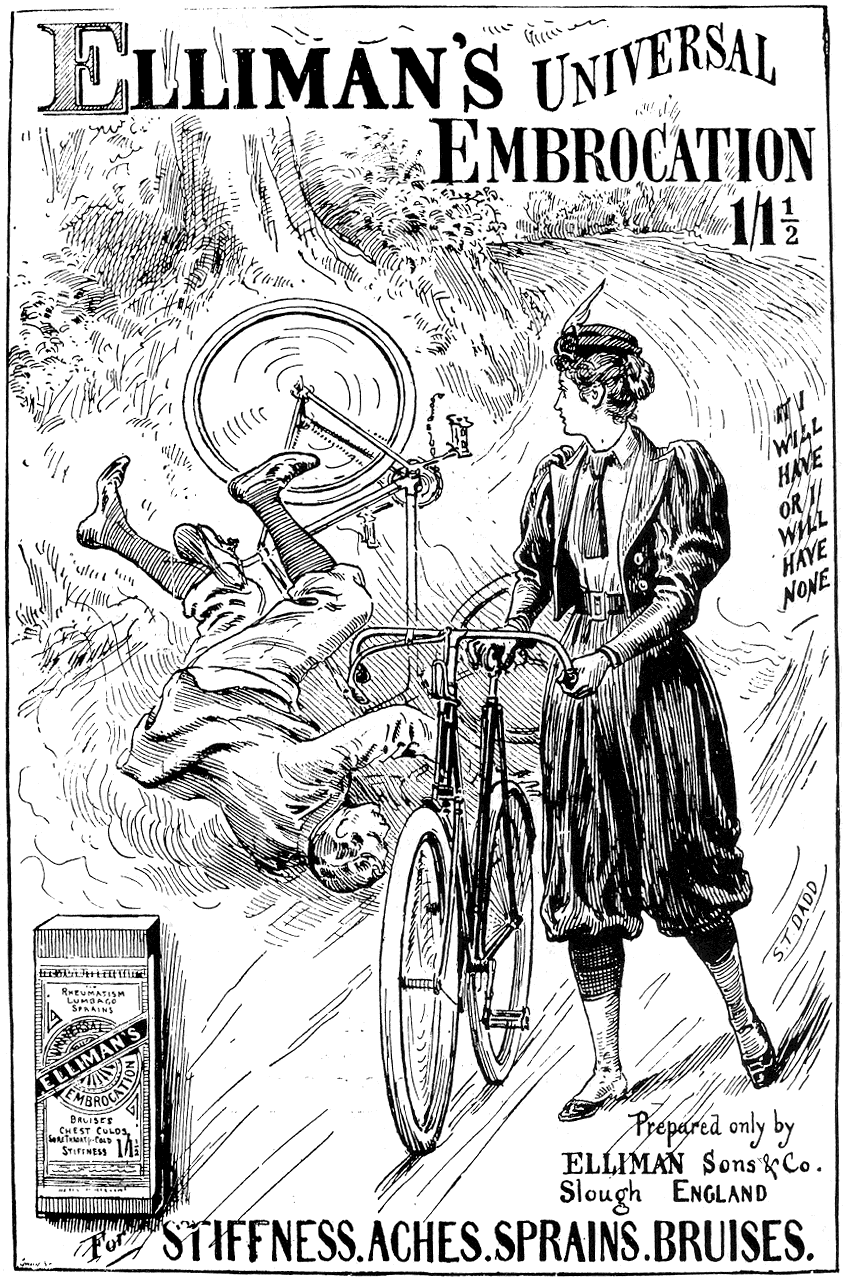
Реклама 1897 года, женщина одета в шаровары для катания на велосипеде

Мода 1890-х годов в Европе и странах, подвергавшихся её влиянию, характеризовалась длинными изысканными линиями в одежде, высокими воротниками и ростом популярности спортивной одежды.

## Женская мода

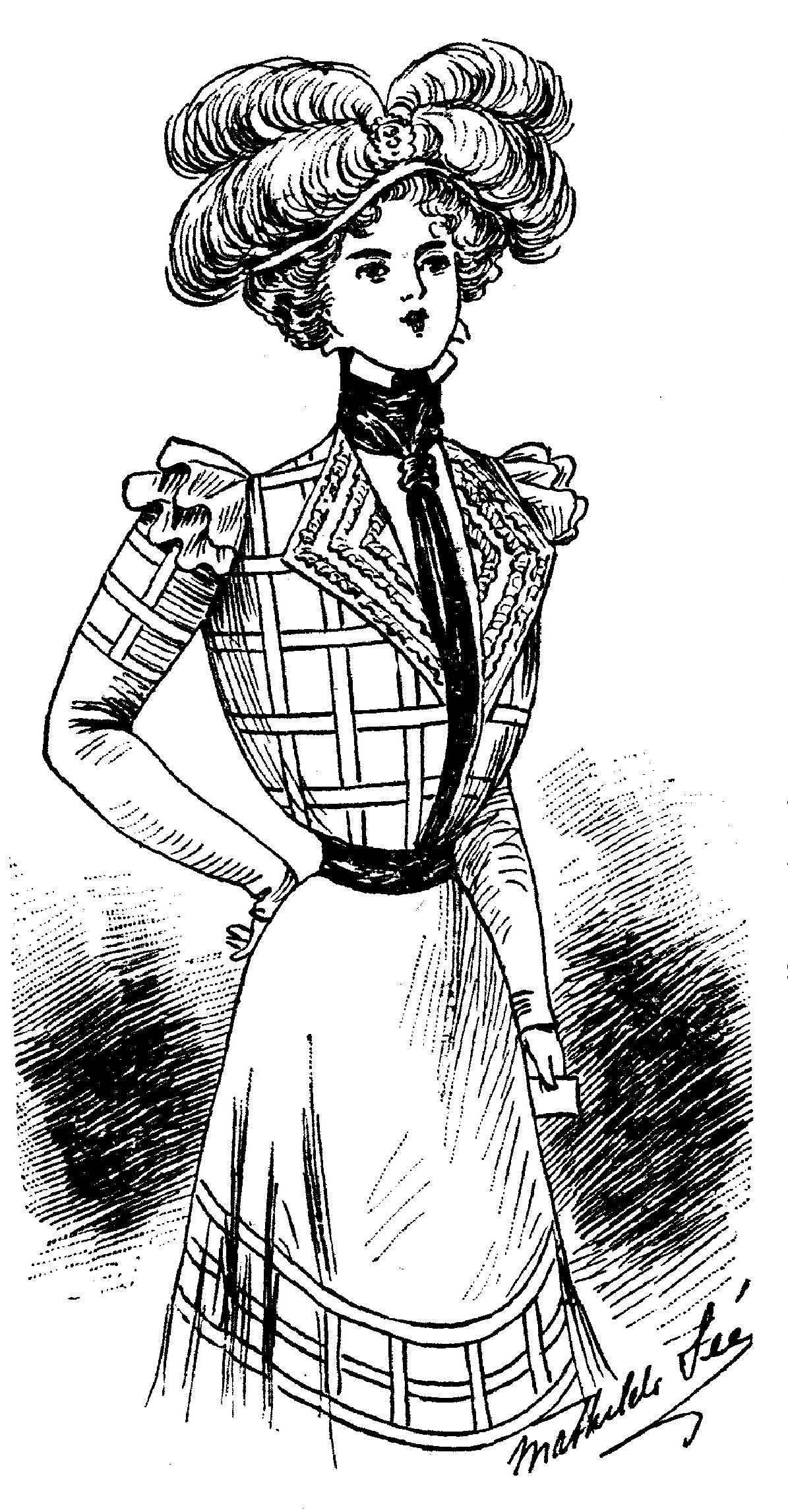
Платье (1898) с лифом-рубашкой и шемизеткой.

Модная женская одежда в 1890-е потеряла некоторую экстравагантность прошлых десятилетий (в платьях не использовались кринолин, как в 1850-е, и турнюр, как в поздние 1860-е и середине 1870-х, и не так плотно прилегали, как в поздние 1870-е годы), но корсеты не только не стали легче, но в некоторых случаях даже прибавили в тяжести. Платье ранних 1890-х состояло из тугого лифа и юбки, собранной на талии и ниспадающей вдоль бедер более свободно и естественно, чем в прошлые десятилетия.
В середине 1890-х популярность приобрели рукава «баранья ножка» (leg o`mutton), широкие сверху и узкие от локтя и до запястья, причём объём верхней части рос каждый год до своего исчезновения в 1906 году. В тот же самый период стали носить юбки А-силуэта, очень похожие на колокольчик. Узкие рукава вернулись в конце десятилетия, иногда с небольшими буфами или оборками на плече, а юбки приняли форму рупора, прилегая более плотно к бедрам и расширяясь книзу от колена. Корсет 1890-х придавал фигуре форму песочных часов, которую увековечил художник Чарльз Дана Гибсон. В самом конце 1890-х корсет удлинился, придавая женщине S-силуэт, который оставался популярен в Эдвардианскую эпоху.

### Спортивная одежда
Изменившиеся понятие о приемлемой для женщин активности сделало спортивную одежду популярной и среди них, примером могут послужить платья для катания на велосипеде или игры в теннис.
Спортивные платья, с лифом или блузой, сшитыми на мужской манер и с высоким воротником, стали неформальной повседневной одеждой и униформой для работающих женщин. Платье для прогулок носили длиной до лодыжки и с подходящей к нему курткой. Понятие «разумного» для здоровья женщины платья широко обсуждалось в 1891 году, что и привело к развитию спортивных платьев.
Одежда для хоккея представляла собой просторную юбку и подпоясанную блузу; для катания на велосипеде — более короткую юбку или шаровары («блумеры»). Последние стали носить сначала во Франции, затем в Англии и в США, и через некоторое время женщин в них можно было увидеть в общественных местах, как в компании женщин, так и в компании мужчин.
Купальник состоял из длинной туники и панталон, как правило, темно-синего цвета.
Днём носили платья с высоким воротником, узкой талией, буфонированными рукавами и юбками в форме колокольчика, вечером — тоже платья с узкой талией, но с квадратным декольте и длинными шлейфами.
Также в 1890-х в Северной Америке и Европе происходил процесс принятия т. н. «артистических» и «эстетических» платьев в мейнстрим, особенно популярны были «чайные платья» без корсета, которые носили дома, либо в присутствии только близких друзей, а в США их носили даже на курортах летом.

### Прически и головные уборы
В начале десятилетия стиль причесок не изменился с 1880-х годов — завитая чёлка и убранные наверх волосы. Но начиная с 1892 года, влияние на прически стали оказывать девушки Гибсона. Волосы стали носить более свободными и волнистыми, а чёлки постепенно исчезли из высокой моды. К концу десятилетия многие носили волосы собранными в большой пучок на макушке. Этот стиль также доминировал на протяжении всего первого десятилетия XX века.

### Галерея моды 1890—1896 годов

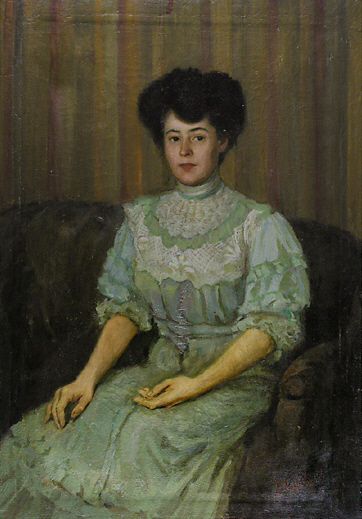
Прасковья Чайковская в подпоясанном вечернем платье с высоким воротником, буфами на рукавах длиной до локтя, 1890-92 годы.
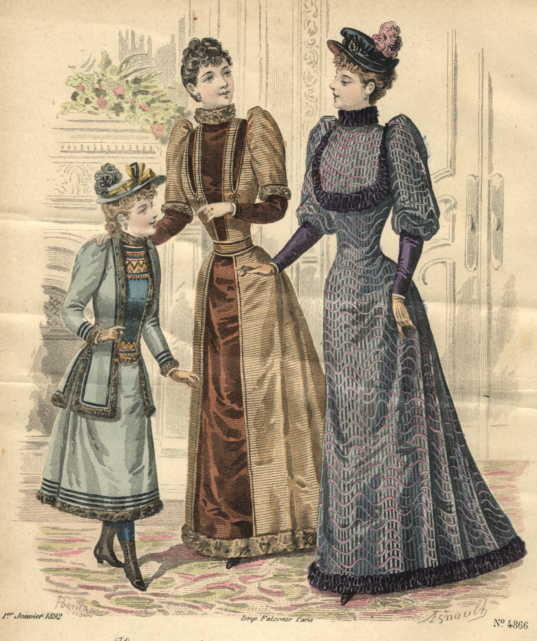
Утренние платья 1892 года с низким уровнем талии, высокими воротниками и модными рукавами, юбка сзади более пышная.
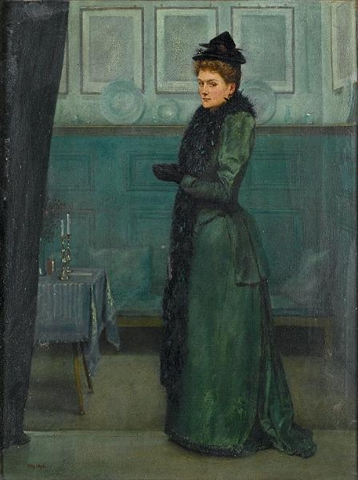
Платье для выхода в город или для путешествий с длинными рукавами.
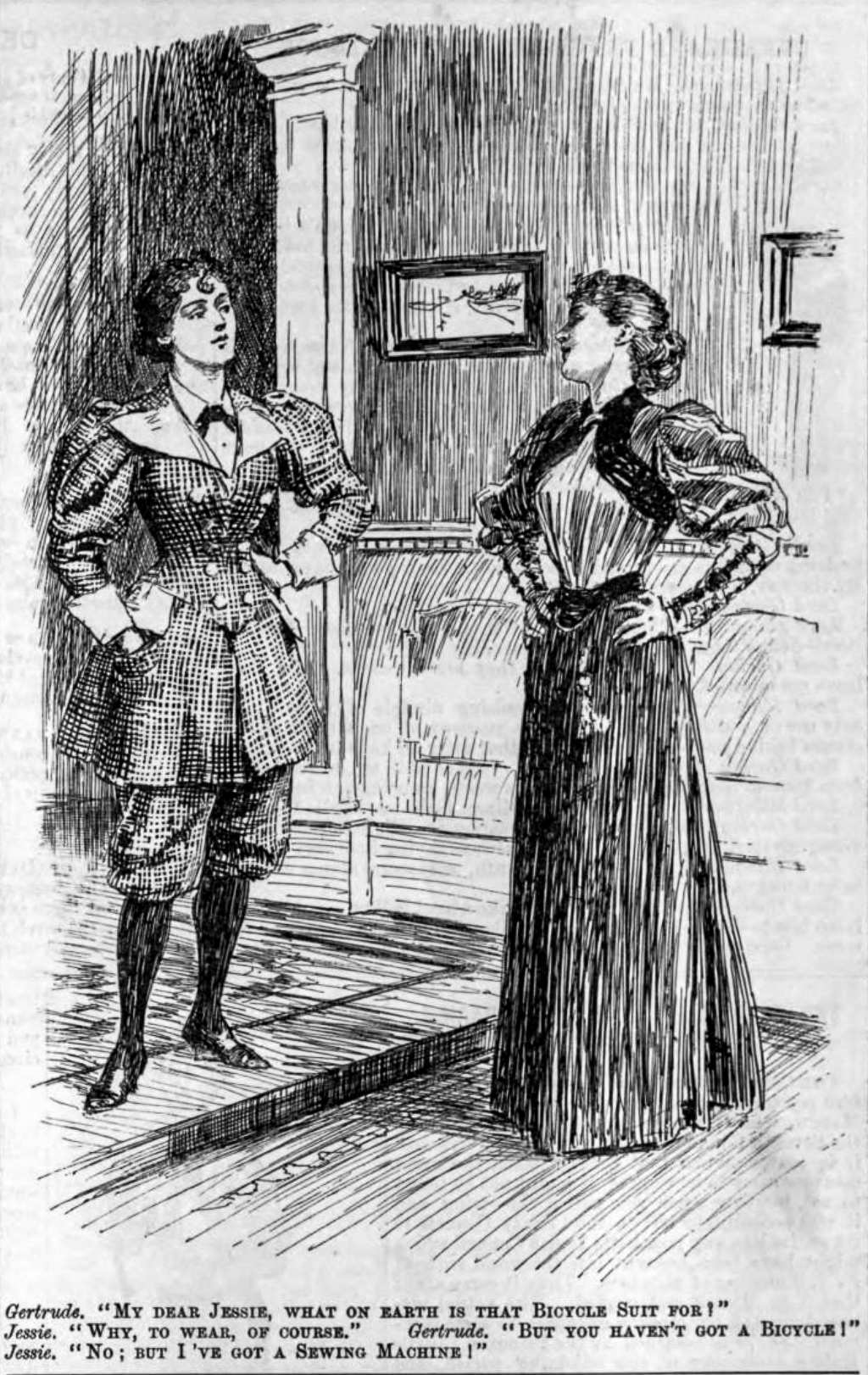
Иллюстрация в журнале «Панч» 1896 года показывает модный костюм для езды на велосипеде.
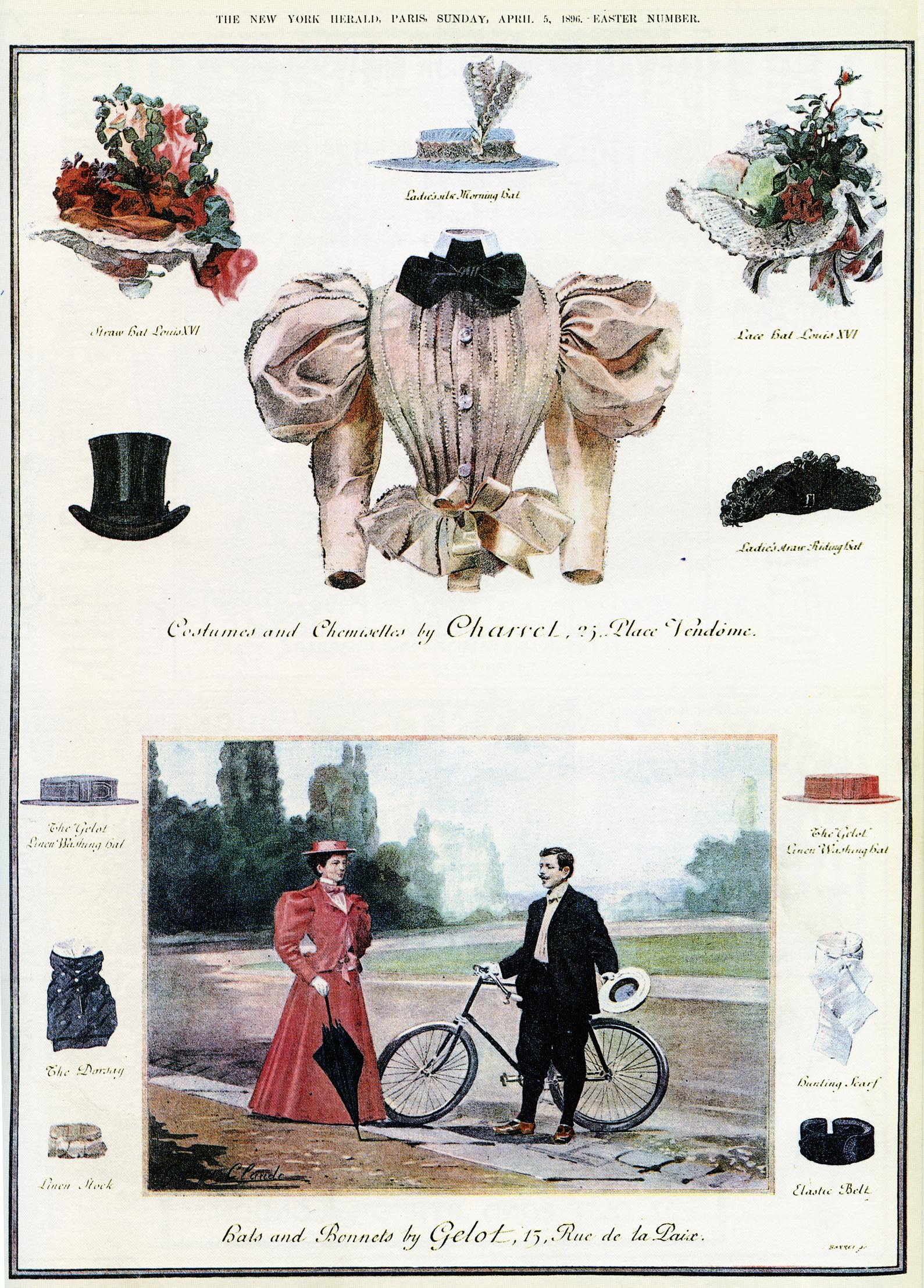
Реклама Charvet в 1896 году.

### Галерея моды 1897—1899 годов

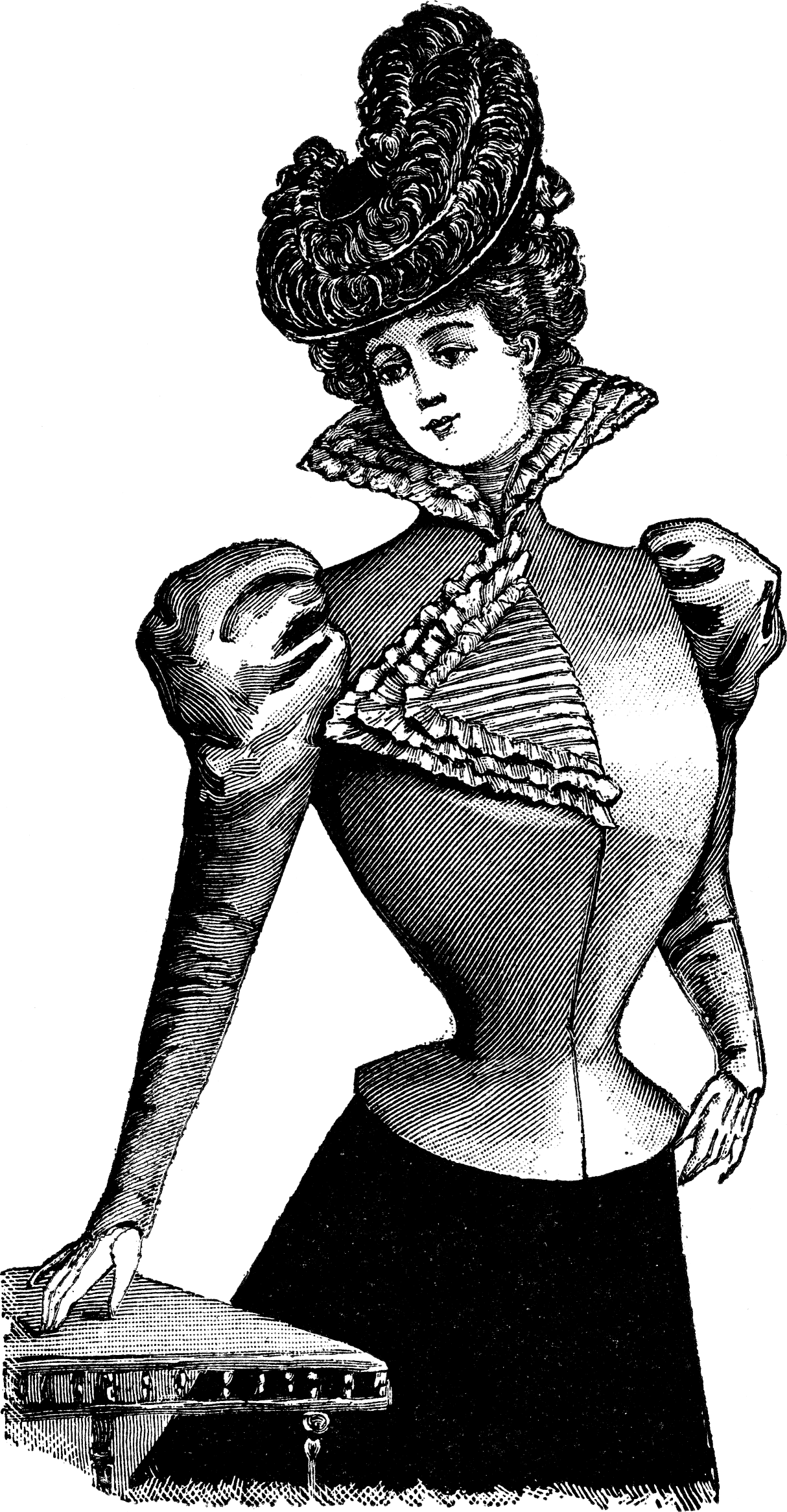
Модная картинка 1897 года показывает идеальную форму модной женской фигуры. У куртки асимметричная застежка и небольшие буфы на рукавах.
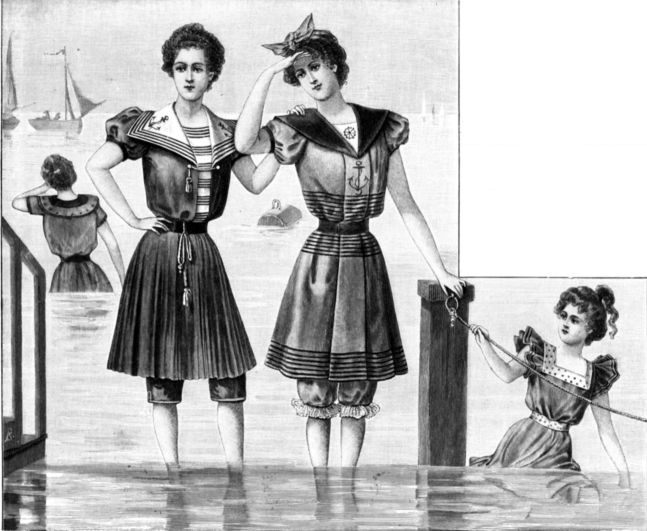
Купальные костюмы 1898 года с матросками.
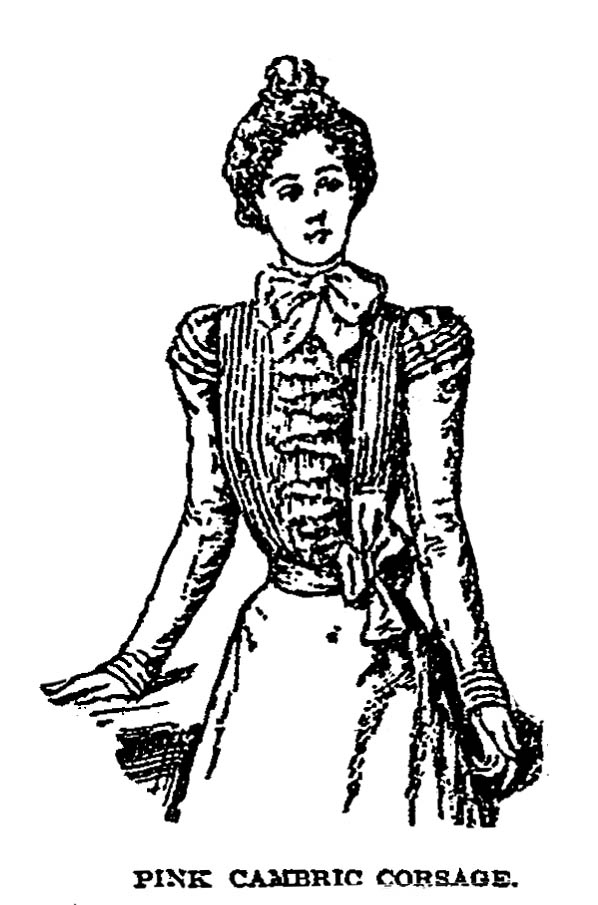
Модная картинка 1898 года. Блуза с жабо.
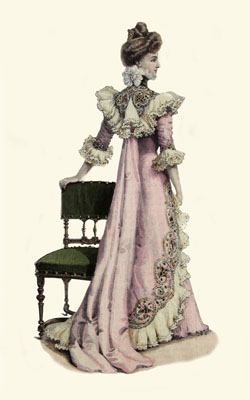
Чайное платье 1899 года со спинкой платья, свободно падающей складками до пола.
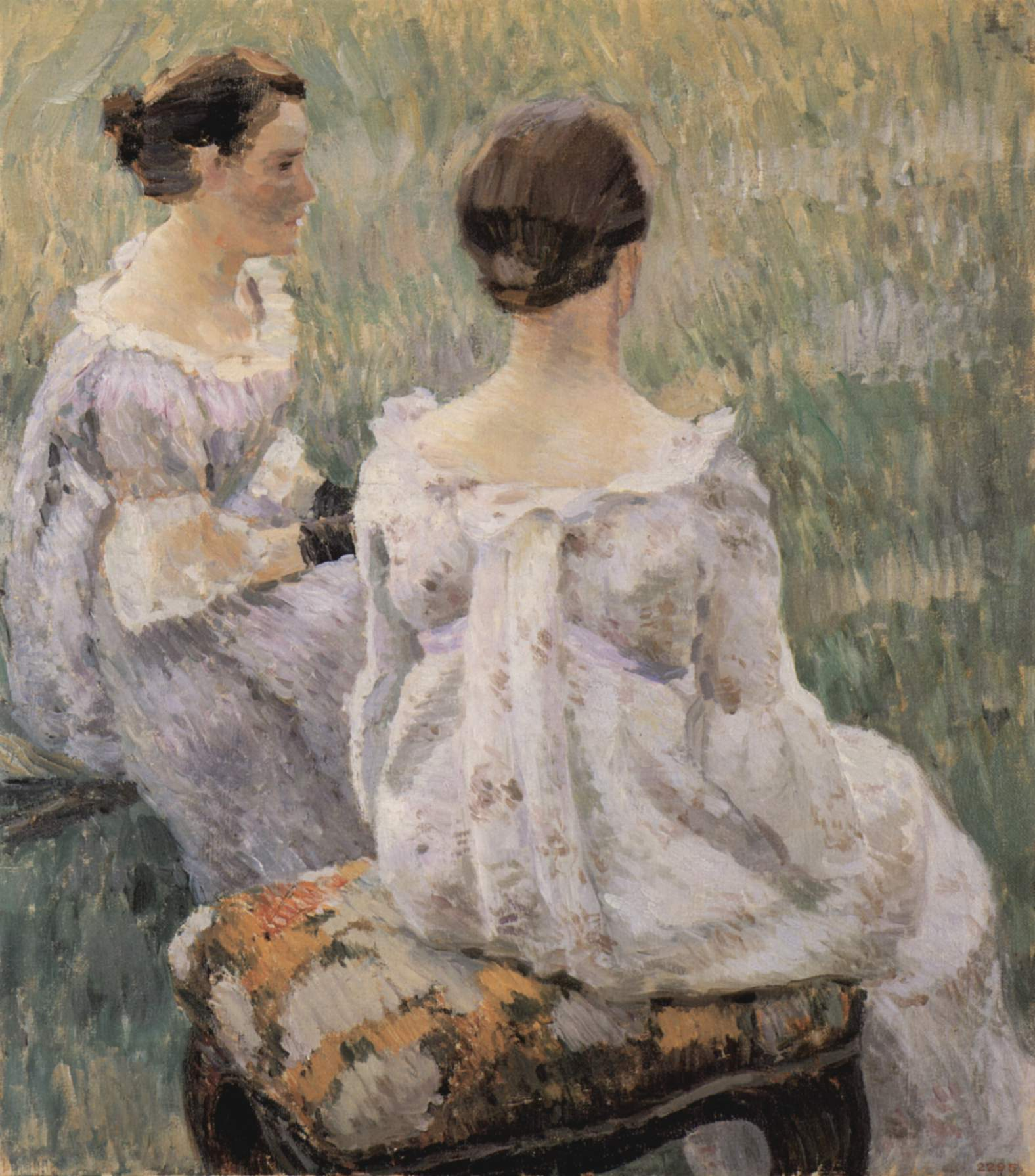
Две женщины в чайных платьях, 1899 года.

## Мужская мода
Общий силуэт мужской одежды был длинным, худым и атлетичным. Волосы стригли коротко, часто встречались борода и густые усы.

### Пиджаки, куртки и брюки
Начиная с 1890-х годов, сюртуки для большинства неформальных и полуформальных событий вытеснили просторные пиджаки обычной длины. Костюмы-тройки, состоявшие из пиджака и жилета, носили с контрастными по цвету брюками. Как правило, костюмы были однобортными.
Темно-синие или полосатые фланелевые блейзеры с накладными карманами и медными пуговицами надевали, как правило, для занятий спортом.
«Норфолкские куртки», тужурки с поясом, оставались популярны для охоты и похожих занятий. Их делали однобортными, с ремнем, характерными бантовыми складками на груди и спине, из прочного твида или другой похожей ткани. Такая тужурка, надетая с соответствующими бриджами, гольфами до колен и ботинками была удобна для езды на велосипеде, а с ботинками и кожаными гетрами или сапогами — для охоты.
Визитки продолжали носить на официальных мероприятиях в странах Европы и крупных городах других стран.
Наиболее формальный костюм включал в себя темные фрак и брюки и светлый или темный жилет. Вечером носили галстук-бабочку и воротник-бабочку.
Менее формальные смокинги с воротником шалькой с шелковой отделкой теперь, как правило, имели только одну пуговицу. Их надевали к обеду дома или в мужском клубе.
Зимой одевались в пальто длиной до колена или икры, часто с бархатными или меховыми воротниками.

### Рубашки и галстуки
Воротники становились все выше на протяжении десятилетия, в моду также вошли воротники-бабочки.
Иногда рубашки украшались запонками или застегивались на спине. Полосатые рубашки были популярны в неформальных случаях.
Галстуки завязывали простым узлом, либо носили пластрон. Галстуки-бабочки носили со смокингами, иногда — с дневным костюмом.

### Аксессуары
Цилиндры оставались обязательной частью торжественной одежды высших классов. Котелки и мягкие фетровые шляпы предназначались для менее формальных случаев, а канотье надевали на морских побережьях.

### Галерея

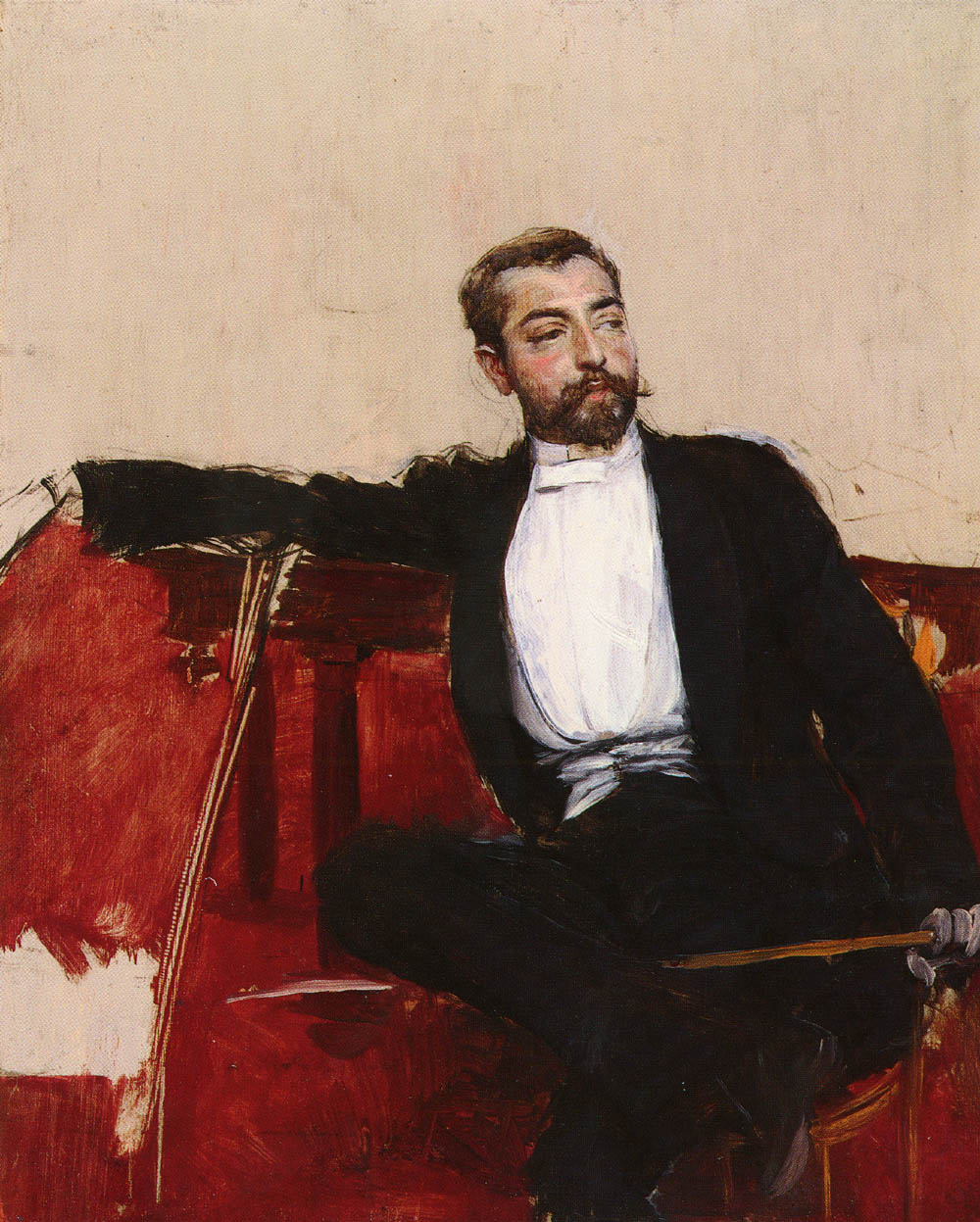
Джон Сингер Сарджент в вечернем костюме, ок. 1890 г.
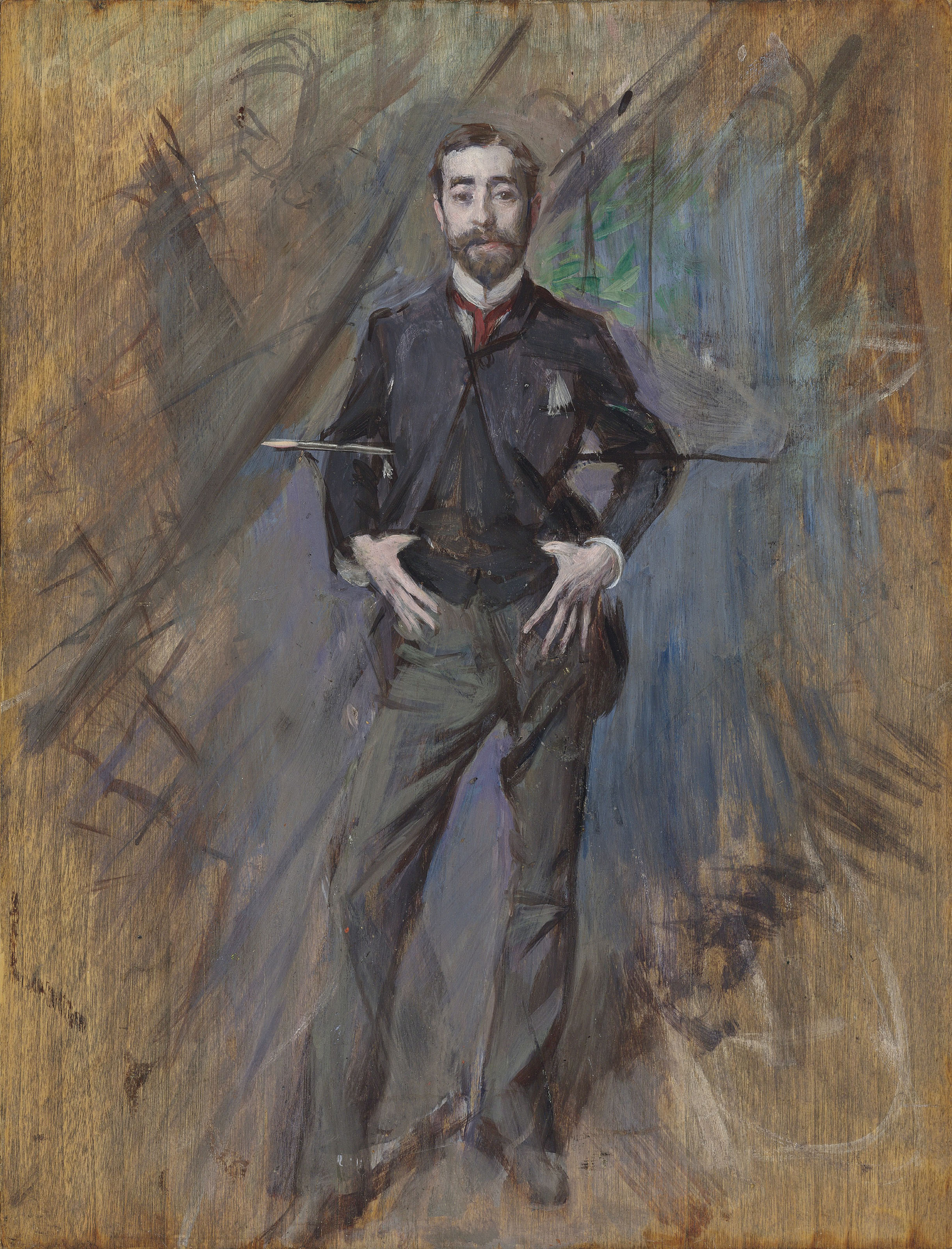
Портрет Сарджента в дневной одежде: Темный пиджак, жакет, темно-красный пластрон и высокий воротник, ок. 1890 год.
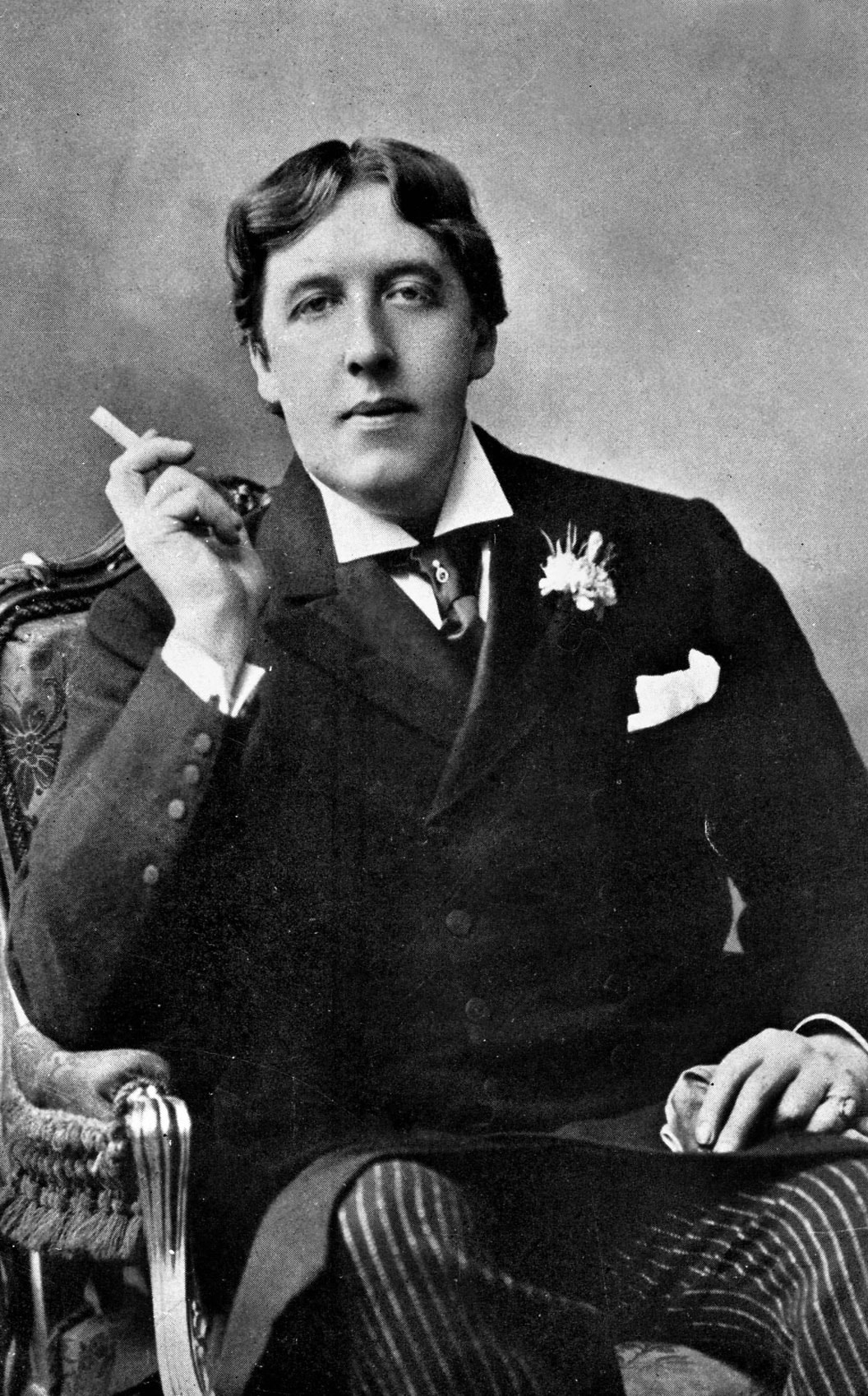
Оскар Уайльд в сюртуке с носовым платком, 1890-е годы.
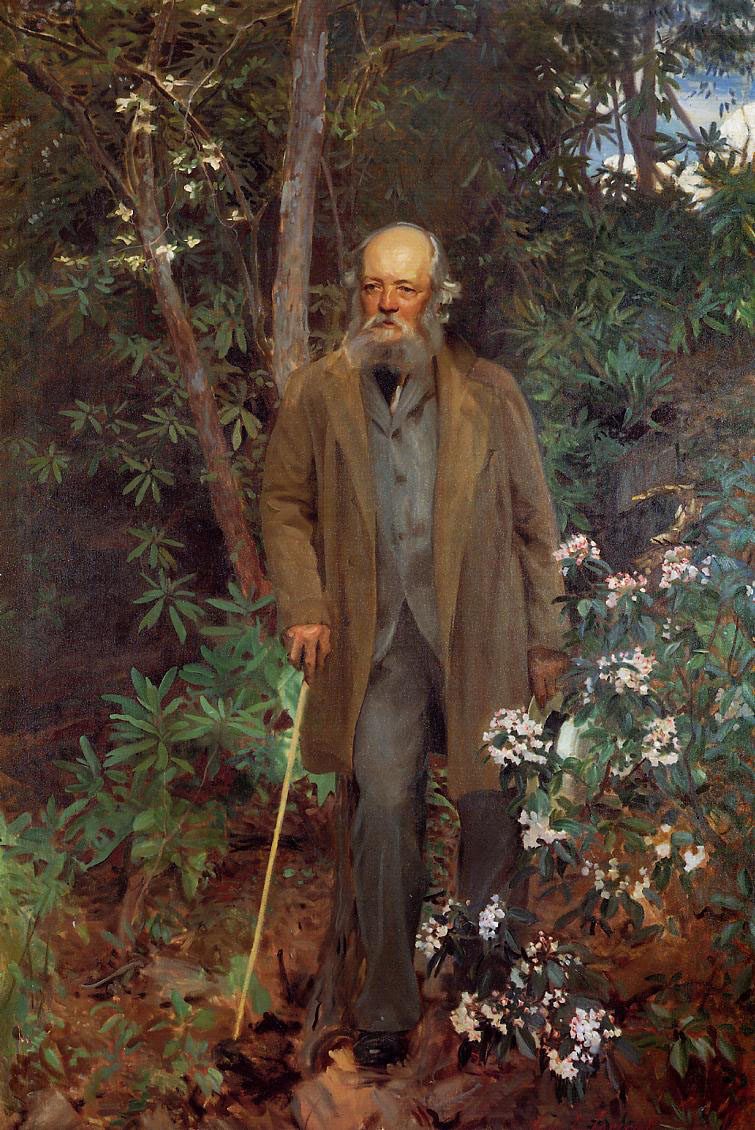
Фредерик Лоу Олмстед в пальто поверх серого костюма, 1895 год.
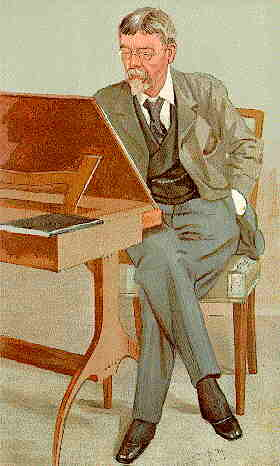
Джордж Дюморье в двубортном жакете с воротником-шалькой под пиджаком, серых брюках и гетрах. 1896 год.

## Детская мода

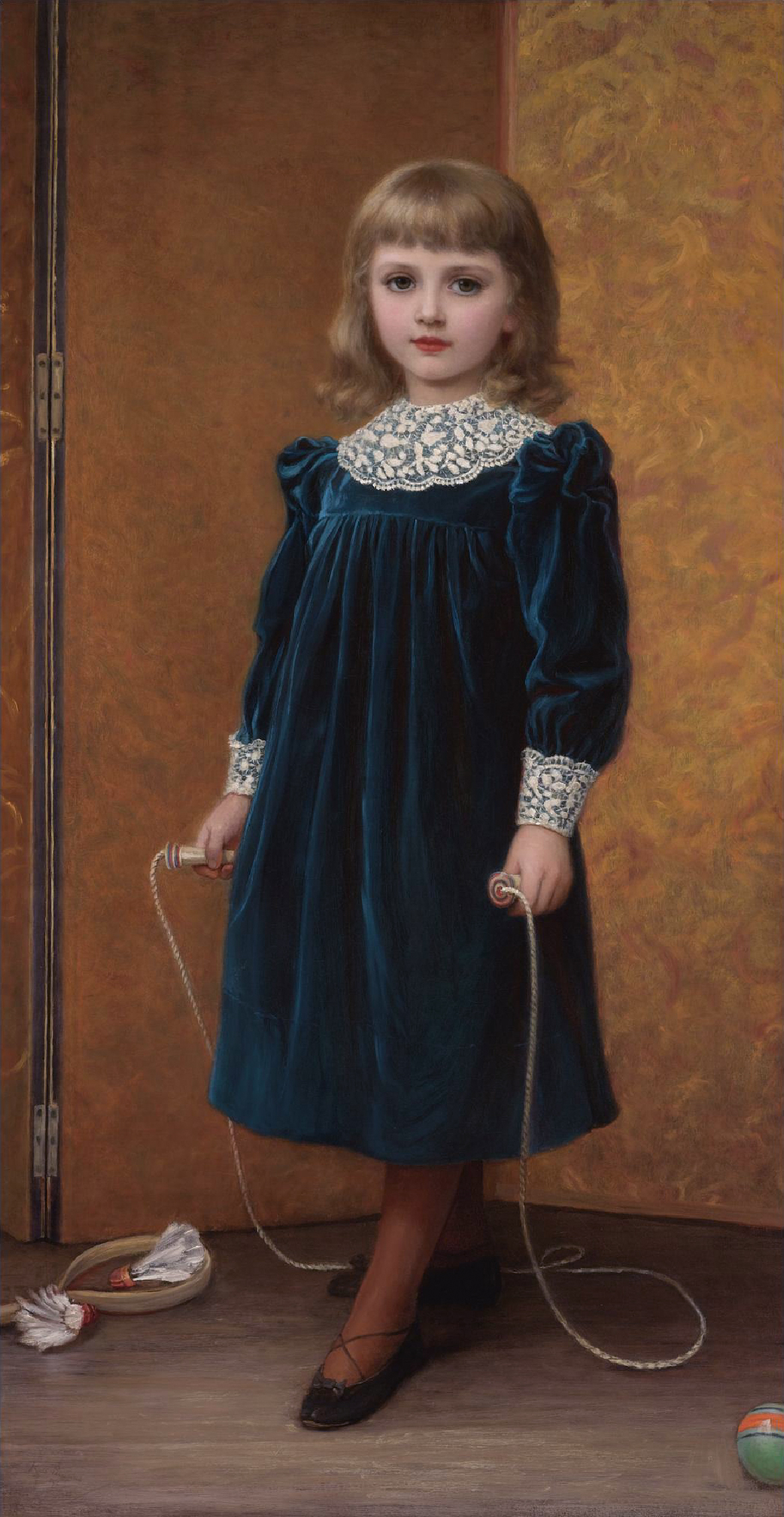
Девочка со скакалкой, 1892 г.
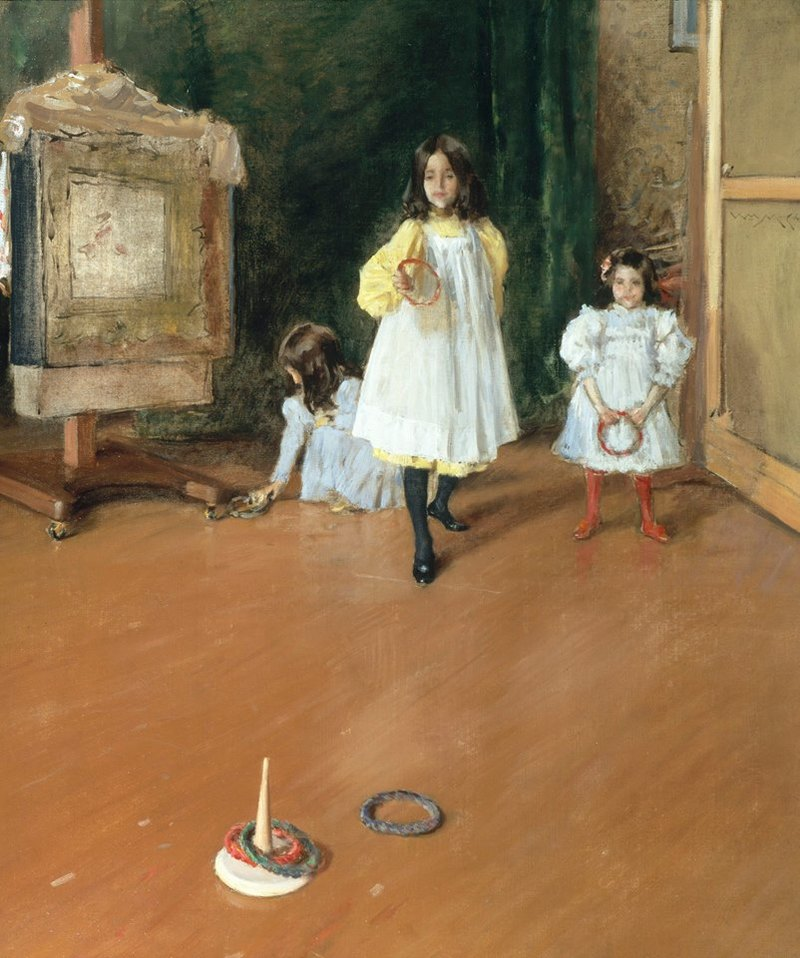
Девочки, 1896 г.
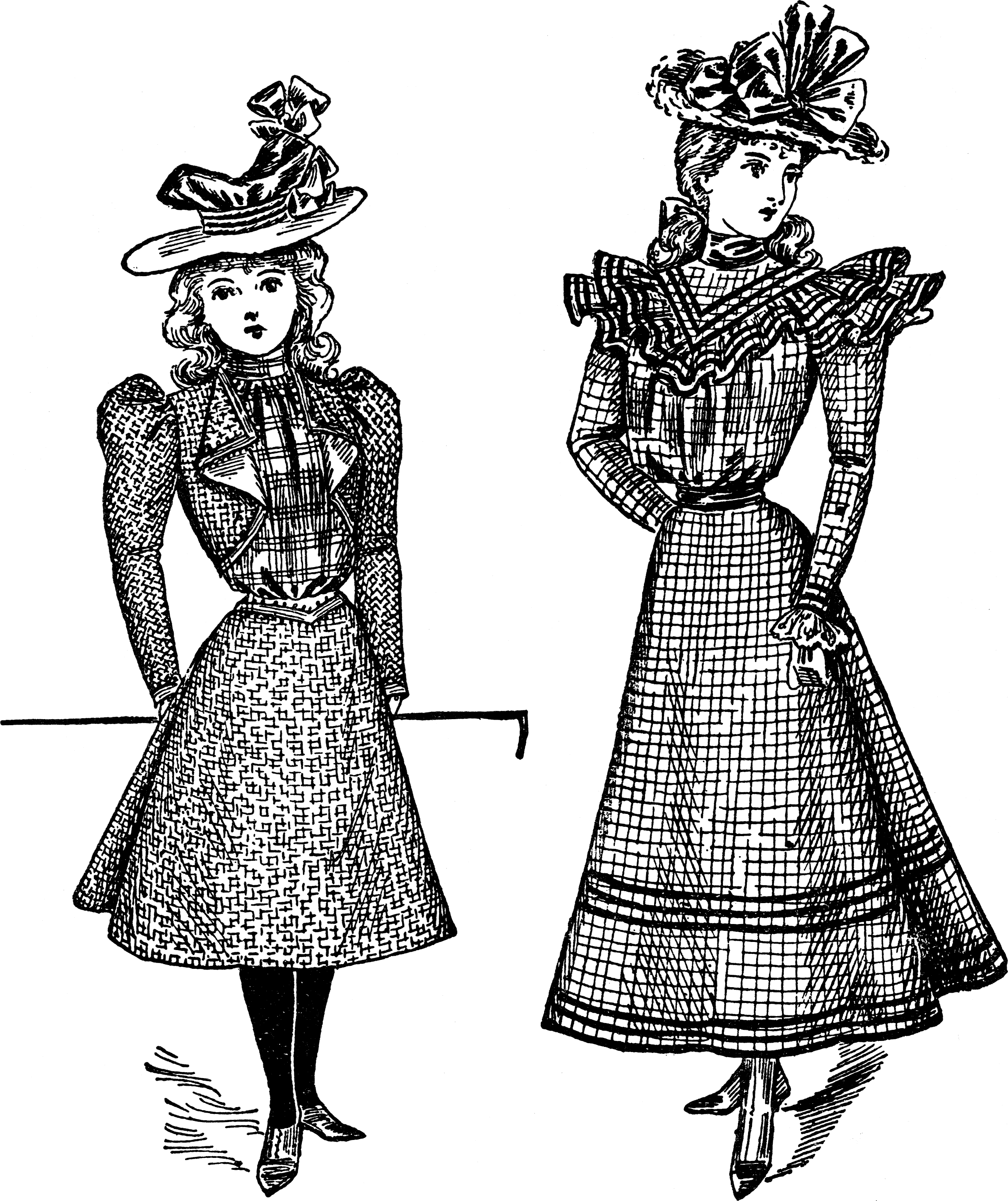
Мода для девочек, 1897 г.
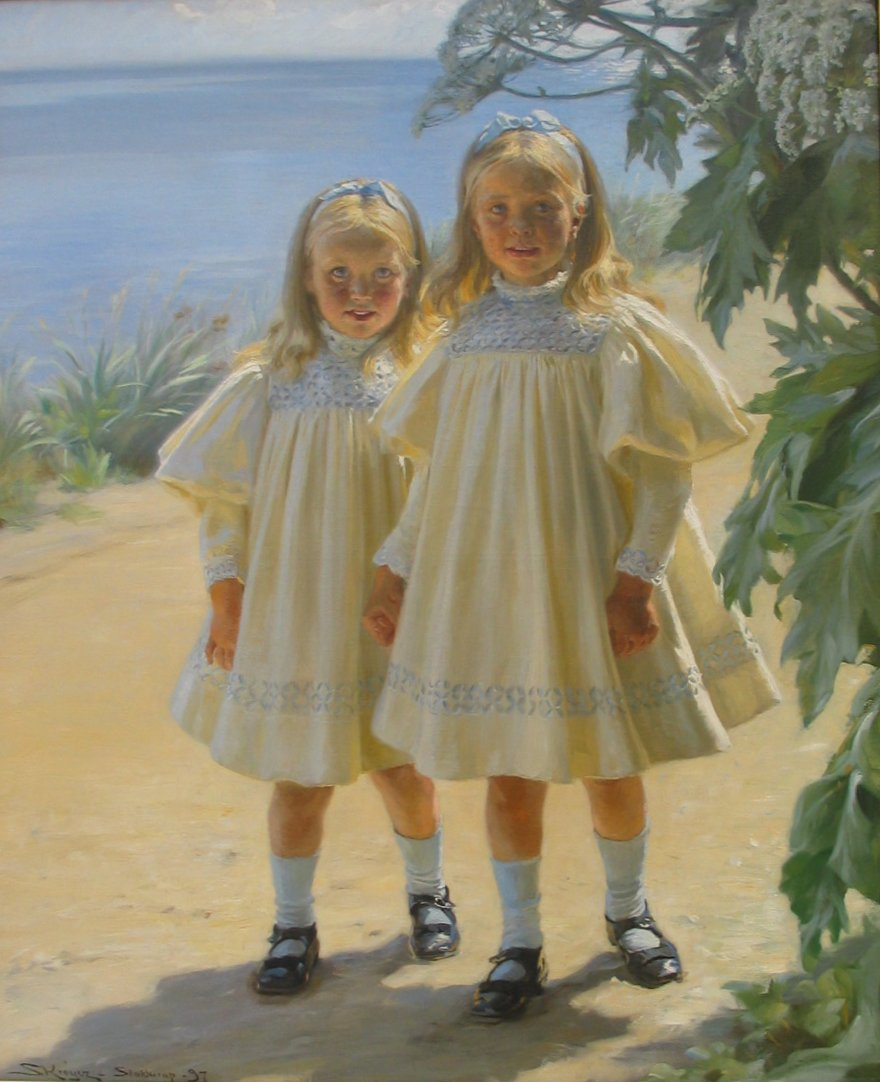
Девочки, 1897
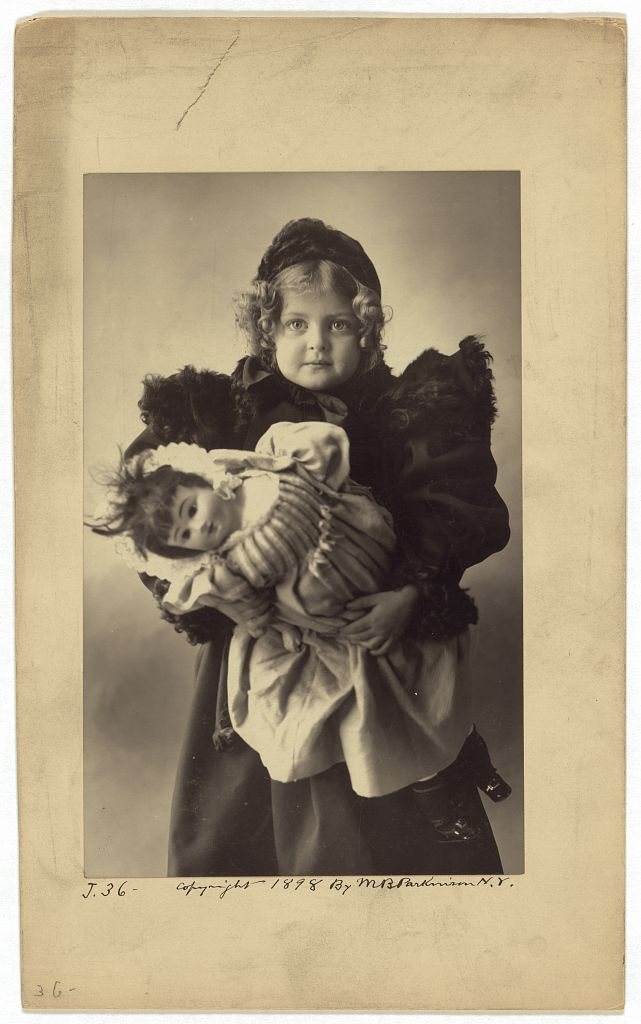
Девочка с куклой, 1898

## Рабочая одежда

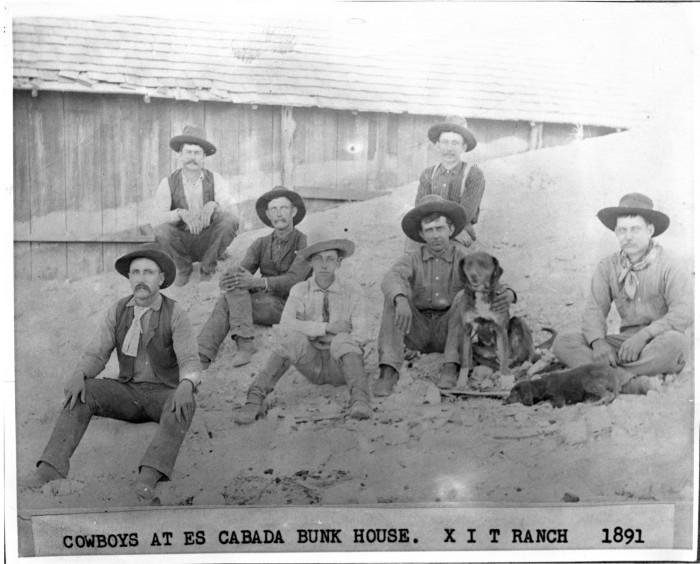
Ковбои Техаса, 1891 г.
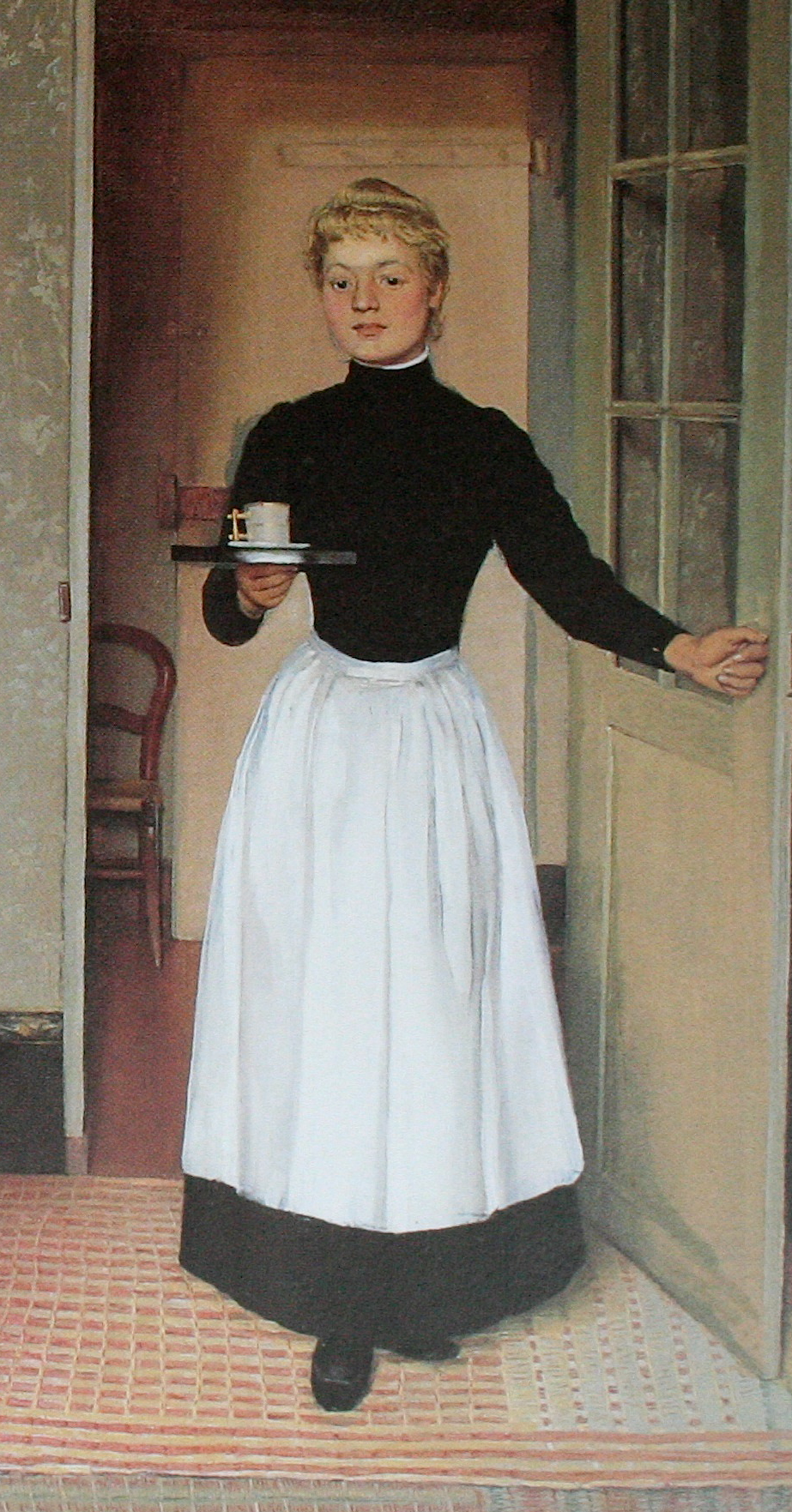
Горничная, 1892
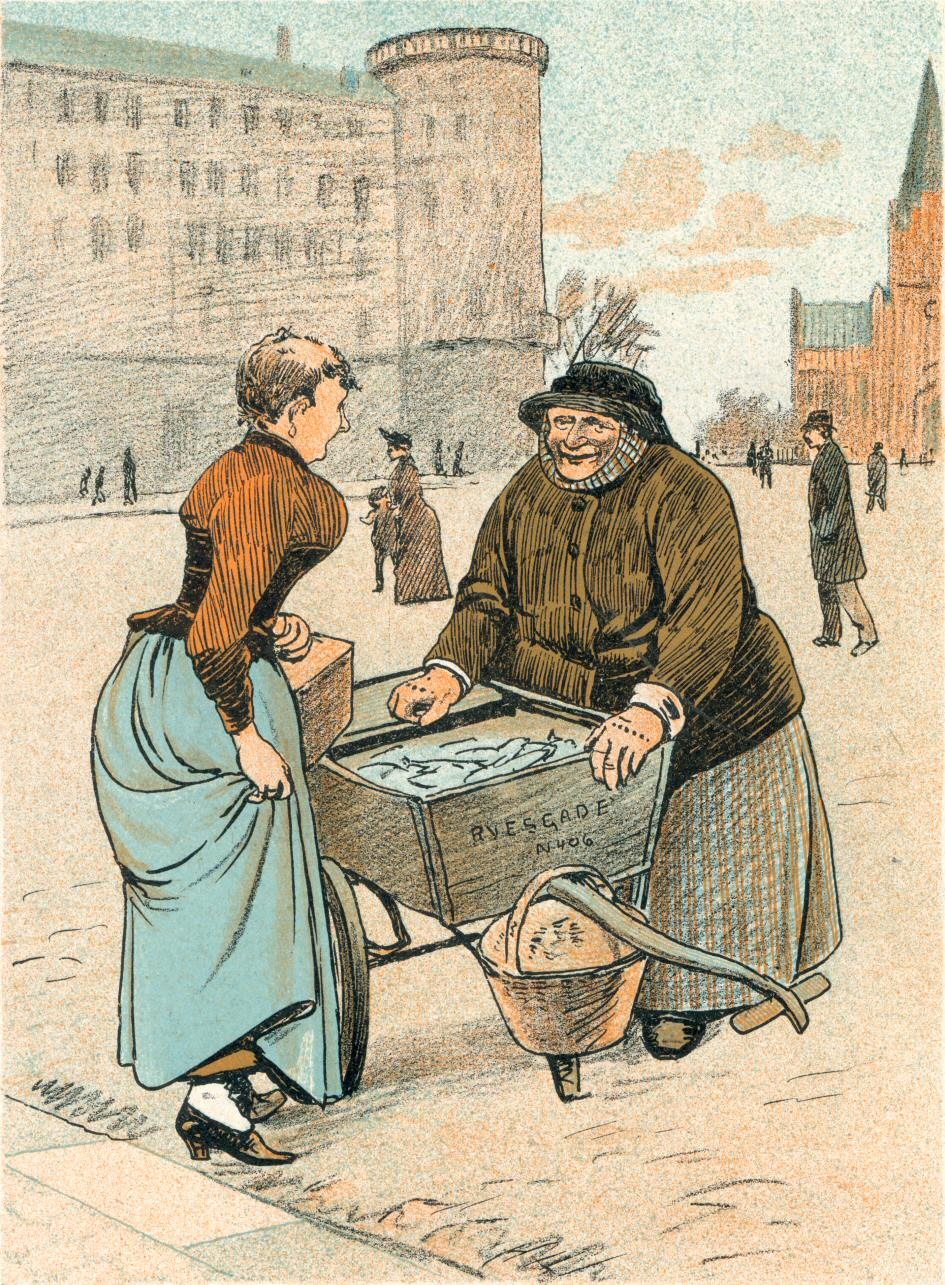
Горожанка и торговка рыбой